# San Vicente (Tamazula de Gordiano)
San Vicente es una localidad del estado mexicano de Jalisco. Es parte del municipio de Tamazula de Gordiano.

## Toponimia
El nombre «San Vicente» hace referencia al santo patrono de la localidad: Vicente Ferrer.

## Demografía
| Gráfica de evolución demográfica |
|                                  |

| Censo | Población |
| ----- | --------- |
| 1900  | 624       |
| 1910  | 708       |
| 1921  | 646       |
| 1930  | 738       |
| 1940  | 557       |
| 1950  | 454       |
| 1960  | 643       |
| 1970  | 727       |
| 1980  | 766       |
| 1990  | 1 019     |
| 2000  | 1 042     |
| 2010  | 1 044     |
| 2020  | 1 030     |